# Čelina (Omiš)
Čelina je naselje u Splitsko-dalmatinskoj županiji. 

## Zemljopis
Nalazi se podno Omiške Dinare.

## Upravna organizacija
Gradsko je naselje grada Omiša po upravnoj organizaciji, iako je od samog naselja Omiša udaljeno nekoliko kilometara. 
Po poštanskoj organizaciji, pripada poštanskom uredu u Lokvi Rogoznici.

## Stanovništvo
Većinsko i jedino autohtono stanovništvo ovog naselja su Hrvati. 

| broj stanovnika | 50    |       | 75    | 106   | 124   | 138   |       |       | 145   | 160   | 159   | 109   | 96    | 116   | 182   | 222   | 206   |
|                 | 1857. | 1869. | 1880. | 1890. | 1900. | 1910. | 1921. | 1931. | 1948. | 1953. | 1961. | 1971. | 1981. | 1991. | 2001. | 2011. | 2021. |